# John Smith Athelstane
John Smith Athelstane ComC, primeiro e único Conde da Carnota, filho de Michael Athleston-Smith e de Sarah Walton. Foi diplomata inglês erudito e durante muitos anos residiu em Portugal.
Irmão da segunda mulher do 1.º duque de Saldanha, nasceu em Londres a 9 de maio de 1813 e morreu na sua Quinta da Carnota (Alenquer) a 16 de abril de 1886.
Está sepultado no Cemitério do Alto de São João no Jazigo da Carnota.

## Biografia

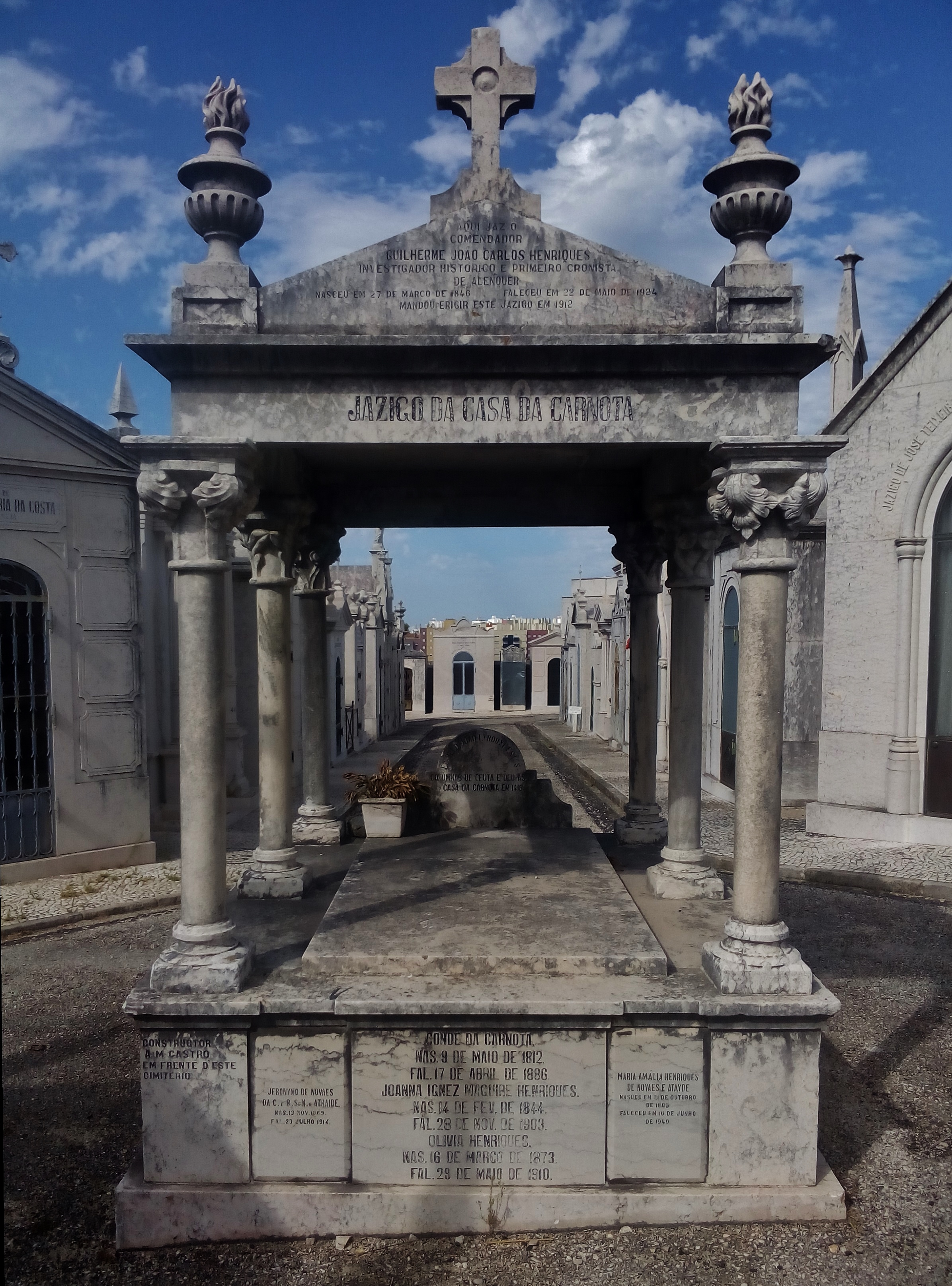
Jazigo da Casa de Carnota, Cemitério do Alto de São João, Lisboa

Os seus estudos, orientados originalmente para o Direito, foram depois abandonados para ingressar na Diplomacia. Nas suas viagens pela Europa como secretário do Duque de Saldanha colheu nos arquivos das chancelarias os elementos para as suas importantes obras. Em 1852 comprou a Quinta da Carnota, antigo convento de Santa Catarina, perto do lugar de Refugidos, Cadafais (Alenquer), e ali se estabeleceu.
Em 1843 publicou em Londres a sua obra em dois volumes intitulada Memoirs of the Marquis of Pombal, a lith extracts from his writings and from despatches in the State-paper office never before published, que foi traduzida em português por J. M. da Fonseca e Castro, e a tradução publicada em Lisboa em 1872. Em 1871 publicou em Londres a segunda edição da obra inglesa, mas bastante alterada, sob o título The Marquis of Pombal by the Conde da Carnota. Em 1880 publicou, também em inglês, Memoirs of the Duke of Saldanha, 1880, em dois volumes.
Foi Comendador da Ordem Militar de Cristo e, por decreto de 9 de agosto de 1870, D. Luís I agraciou-o com o título de Conde da Carnota. Casou, a 30 de abril de 1850, em Inglaterra, com Miss Anne Tilby que veio a falecer na Quinta da Carnota a 7 de novembro de 1856 tendo sido sepultada na igreja da mesma quinta, deste casamento não houve filhos. Deixou a sua fortuna a Guilherme João Carlos Henriques que seguiu e honrou a sua obra. Foi também distinto pintor, havendo algumas telas valiosas do seu pincel.

## Obras do Autor
- Memoirs of Field-Marshal the Duke de Saldanha, with selections from his correspondence (Volume 1)
- Memoirs of Field-Marshal the Duke de Saldanha, with selections from his correspondence (Volume 2)
- Memoirs of the Marquis of Pombal; with extracts from his writings, and from despatches in the state paper office, never before published (Volume 1)
- Memoirs of the Marquis of Pombal; with extracts from his writings, and from despatches in the state paper office, never before published (Volume 2)
- The Marquis of Pombal by the Conde da Carnota